# Denver Broncos 1979
La stagione 1979 dei Denver Broncos è stata la 10ª della franchigia nella National Football League, la 20ª complessiva e la terza con Red Miller come capo-allenatore. Con un record di 10 vittorie e 6 sconfitte la squadra ha fatto ritorno ai playoff, venendo subito eliminata dagli Houston Oilers.

## Scelte nel Draft 1979
- Kelvin Clark, Offensive Tackle, Nebraska
- Bruce Radford, Defensive End, Grambling
- Charles Jefferson, Defensive Back, McNeese State
- Rick Leach, Quarterback, Michigan
- Jeff McIntyre, Linebacker, Arizona State
- Luke Prestridge, Punter, Baylor
- Charlie Taylor, Wide Receiver, Rice
- Zach Dixon, Running Back, Temple
- Dave Jacobs, Kicker, Syracuse

## Calendario

### Stagione regolare
| Stagione regolare |                        |               |                                 |        |
| Turno             | Avversario             | Risultato     | Stadio                          | Record |
| 1                 | Cincinnati Bengals     | V 10–0        | Mile High Stadium               | 1–0    |
| 2                 | Los Angeles Rams       | S 9–13        | Mile High Stadium               | 1–1    |
| 3                 | at Atlanta Falcons     | V 20–17 (DTS) | Atlanta–Fulton County Stadium   | 2–1    |
| 4                 | Seattle Seahawks       | V 37–34       | Mile High Stadium               | 3–1    |
| 5                 | at Oakland Raiders     | S 3–27        | Oakland–Alameda County Coliseum | 3–2    |
| 6                 | San Diego Chargers     | V 7–0         | Mile High Stadium               | 4–2    |
| 7                 | at Kansas City Chiefs  | V 24–10       | Arrowhead Stadium               | 5–2    |
| 8                 | at Pittsburgh Steelers | S 7–42        | Three Rivers Stadium            | 5–3    |
| 9                 | Kansas City Chiefs     | V 20–3        | Mile High Stadium               | 6–3    |
| 10                | New Orleans Saints     | V 10–3        | Mile High Stadium               | 7–3    |
| 11                | New England Patriots   | V 45–10       | Mile High Stadium               | 8–3    |
| 12                | at San Francisco 49ers | V 38–28       | Candlestick Park                | 9–3    |
| 13                | Oakland Raiders        | S 10–14       | Mile High Stadium               | 9–4    |
| 14                | at Buffalo Bills       | V 19–16       | Rich Stadium                    | 10–4   |
| 15                | at Seattle Seahawks    | S 23–28       | Kingdome                        | 10–5   |
| 16                | at San Diego Chargers  | S 7–17        | San Diego Stadium               | 10–6   |

### Playoff
| Playoff   |                   |           |           |
| Turno     | Avversario        | Risultato | Stadio    |
| Wild Card | at Houston Oilers | S 7–13    | Astrodome |

## Classifiche
| AFC West              | AFC West | AFC West | AFC West | AFC West | AFC West | AFC West | AFC West | AFC West | AFC West |
|                       | V        | S        | P        | %        | DIV      | CONF     | PF       | PS       | Str.     |
| --------------------- | -------- | -------- | -------- | -------- | -------- | -------- | -------- | -------- | -------- |
| San Diego Chargers(1) | 12       | 4        | 0        | .750     | 6–2      | 9–3      | 411      | 246      | V2       |
| Denver Broncos(5)     | 10       | 6        | 0        | .625     | 4–4      | 7–5      | 289      | 262      | S2       |
| Seattle Seahawks      | 9        | 7        | 0        | .563     | 3–5      | 6–6      | 378      | 372      | V2       |
| Oakland Raiders       | 9        | 7        | 0        | .563     | 3–5      | 5–7      | 365      | 337      | S1       |
| Kansas City Chiefs    | 7        | 9        | 0        | .438     | 4–4      | 7–7      | 238      | 262      | S1       |